# Académico Basket Clube Braga/UMinho
Dernière mise à jour : 25 octobre 2018.
L'Académico Basket Clube Braga est un club omnisports portugais basé à Braga, capitale de la province historique du Minho, et fondé le 29 décembre 1933. Il est composé de nombreuses sections telles que le rink hockey, le basket-ball, l'athlétisme, le hockey sur gazon, le volley-ball, les échecs, le patinage ou le taekwondo. Toutefois, sa section la plus connue et la plus prestigieuse est le handball et constitue l'objet de cet article.

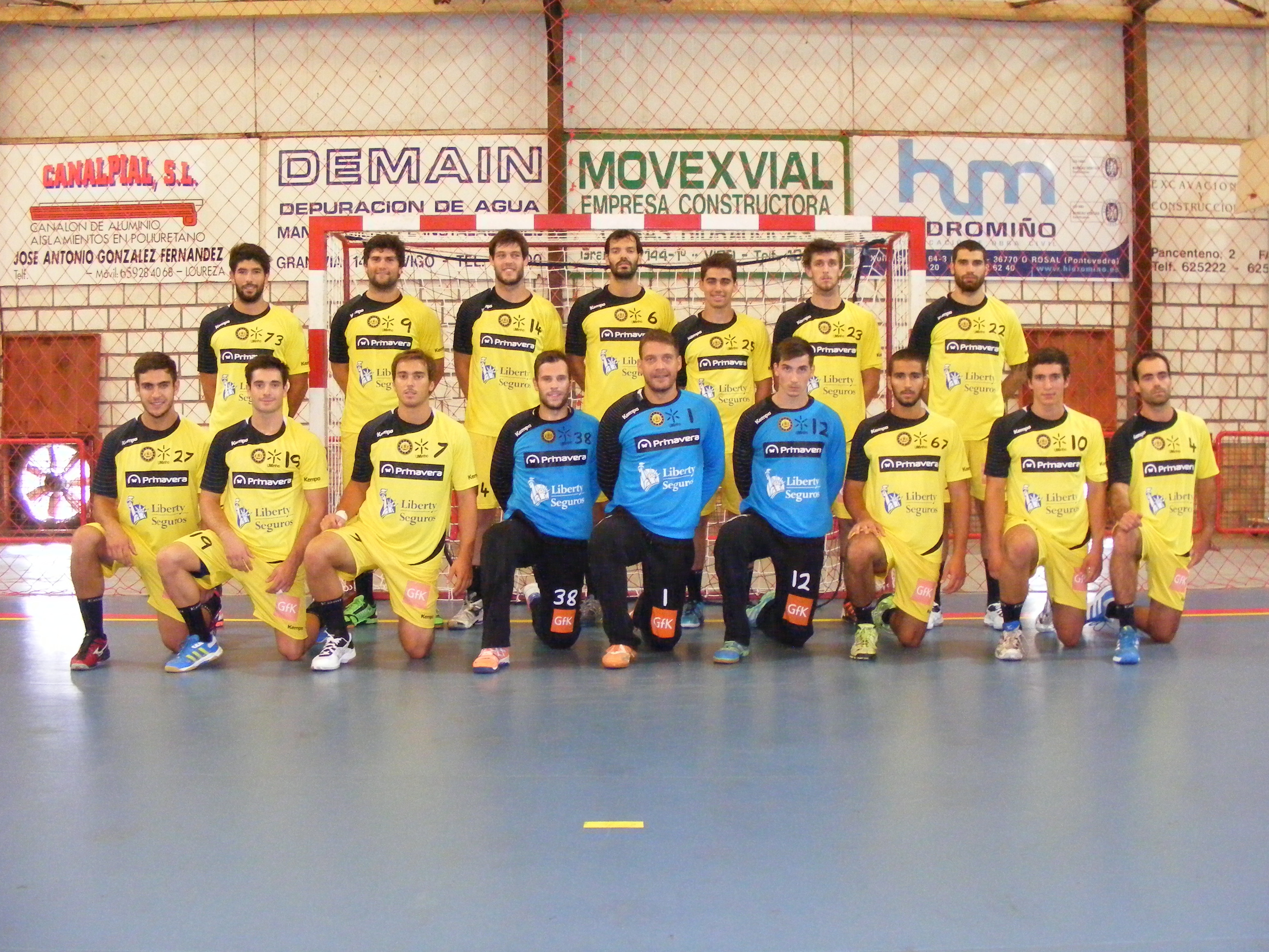
ABC Braga dans le Trofeo Concello do Rosal 2013

## Historique
Au cours de son histoire, la prestigieuse section est la seule formation portugaise à avoir réussi l'exploit d'atteindre la finale de la première édition Ligue des champions lors de la saison 1993/1994 où il s'inclina face à leur voisin ibérique du CB Cantabria de Talant Dujshebaev.
Braga a également réussi à se hisser à deux finales d'une autre compétition européenne, la Coupe Challenge, en 2005 et en 2015 où le club s’est fait évincer respectivement par les Suisses du Wacker Thoune et par les Roumains du HC Odorheiu Secuiesc.
Sur le plan national, l'ABC Braga est le 3e club de handball portugais le plus titré avec 26 titres nationaux principalement remportés entre 1990 et 2001. Avec 13 titres de Champion du Portugal, 12 Coupes du Portugal ainsi que 5 Supercoupes du Portugal , il est ainsi devancé par le Sporting Portugal qui compte 37 titres et le FC Porto qui quant à lui en compte 35.
Depuis 2014, le club associe son nom à l'Université du Minho en se renommant ABC Braga/UMinho.

## Palmarès
compétitions internationales
- Ligue des champions (C1)
  - finaliste (1) 1994
- Coupe de l'EHF (C3)
  - demi-finaliste (1) : 2000
- Coupe Challenge (C4)
  - Vainqueur (1) : 2016
  - finaliste (2) : 2005 et 2015

compétitions nationales
- Championnat du Portugal
  - Vainqueur (13) : 1987, 1988, 1991, 1992, 1993, 1995, 1996, 1997, 1998, 2000, 2006, 2007 et 2016
- Coupe du Portugal
  - Vainqueur (12) : 1990, 1991, 1992, 1993, 1995, 1996, 1997, 2000, 2008, 2009, 2015 et 2017
- Supercoupe du Portugal
  - Vainqueur (7) : 1990, 1991, 1992, 1995, 1998, 2015 et 2017

## Personnalités liées au club
- Filipe Cruz : joueur de 1997 à 2002
- Fábio Magalhães : joueur de 2000 à 2009
- Carlos Resende : joueur de 1994 à 2000 et entraîneur de 2011 à 2017